# Emberiza
Genre
Le genre Emberiza comprend une quarantaine d'espèces de bruants appartenant à la famille des Emberizidae.

## Liste d'espèces
D'après la classification de référence (version 5.2, 2015) du Congrès ornithologique international (ordre phylogénique) :
- Emberiza lathami – Bruant huppé
- Emberiza siemsseni – Bruant bleu
- Emberiza calandra – Bruant proyer
- Emberiza citrinella – Bruant jaune
- Emberiza leucocephalos – Bruant à calotte blanche
- Emberiza cia – Bruant fou
- Emberiza godlewskii – Bruant de Godlewski
- Emberiza cioides – Bruant à longue queue
- Emberiza stewarti – Bruant de Stewart
- Emberiza jankowskii – Bruant de Jankowski
- Emberiza buchanani – Bruant à cou gris
- Emberiza cineracea – Bruant cendré
- Emberiza hortulana – Bruant ortolan
- Emberiza caesia – Bruant cendrillard
- Emberiza cirlus – Bruant zizi
- Emberiza striolata – Bruant striolé
- Emberiza sahari – Bruant du Sahara
- Emberiza impetuani – Bruant des rochers
- Emberiza tahapisi – Bruant cannelle
- Emberiza goslingi – Bruant de Gosling
- Emberiza socotrana – Bruant de Socotra
- Emberiza capensis – Bruant du Cap
- Emberiza vincenti – Bruant de Vincent
- Emberiza tristrami – Bruant de Tristram
- Emberiza fucata – Bruant à oreillons
- Emberiza pusilla – Bruant nain
- Emberiza chrysophrys – Bruant à sourcils jaunes
- Emberiza rustica – Bruant rustique
- Emberiza elegans – Bruant élégant
- Emberiza aureola – Bruant auréole
- Emberiza poliopleura – Bruant de Somalie
- Emberiza flaviventris – Bruant à poitrine dorée
- Emberiza affinis – Bruant à ventre jaune
- Emberiza cabanisi – Bruant de Cabanis
- Emberiza rutila – Bruant roux
- Emberiza koslowi – Bruant de Koslov
- Emberiza melanocephala – Bruant mélanocéphale
- Emberiza bruniceps – Bruant à tête rousse
- Emberiza sulphurata – Bruant du Japon
- Emberiza spodocephala – Bruant masqué
- Emberiza variabilis – Bruant gris
- Emberiza pallasi – Bruant de Pallas
- Emberiza yessoensis – Bruant de Yéso
- Emberiza schoeniclus – Bruant des roseaux